# Élections présidentielles sous la Cinquième République dans l'Aube
Depuis l'adoption de la Constitution de la Cinquième République française en 1958, dix élections présidentielles ont eu lieu afin d'élire le président de la République. Cette page présente les résultats de ces élections dans l'Aube.

## Synthèse des résultats du second tour
Conservateur, l'Aube vote traditionnellement plus à droite que la France. 
| année | Répartition des exprimés | Répartition des exprimés | Participation (% des inscrits) | Blancs ou nuls (% des votants) |

| 2022 | Emmanuel Macron (48,32%) (France : 58,55 %) | Marine Le Pen (51,68 %) (France : 41,45 %) | 75,05 % (France : 71,99 %) | 5,76 % (France : 6,23 %) |

| 2017 | Emmanuel Macron (54,15 %) (France : 66,10 %) | Marine Le Pen (45,85 %) (France : 33,90 %) | 77,59 % (France : 77,77 %) | 1,88 % (France : 2,47 %) |

| 2012 | François Hollande (42,63 %) (France : 51,64 %) | Nicolas Sarkozy (57,37 %) (France : 48,36 %) | 81,36 % (France : 80,35 %) | 2,09 % (France : 5,82 %) |

| 2007 | Nicolas Sarkozy (61,7 %) (France : 53,06 %) | Ségolène Royal (38,3 %) (France : 46,94 %) | 83,62 % (France : 83,97 %) | 1,26 % (France : 4,20 %) |

| 2002 | Jacques Chirac (76,87 %) (France : 82,21 %) | J.-M. Le Pen (23,13 %) (France : 17,79 %) | 73,77 % (France : 79,71 %) | 3,35 % (France : 3,38 %) |

| 1995 | Jacques Chirac (55,3 %) (France : 52,64 %) | Lionel Jospin (44,7 %) (France : 47,36 %) | 80,48 % (France : 78,38 %) | 2,83 % (France : 2,81 %) |

| 1988 | François Mitterrand (52,24 %) (France : 54,02 %) | Jacques Chirac (47,76 %) (France : 45,98 % %) | 81,09 % (France : 81,35 %) | 3,03 % (France : 2,00 %) |

| 1981 | François Mitterrand (50,07 %) (France : 51,76 %) | Valéry Giscard d'Estaing (49,93 %) (France : 48,24 %) | 81,92 % (France : 81,09 %) | 1,65 % (France : 1,62 %) |

| 1974 | Valéry Giscard d'Estaing (51,03 %) (France : 50,81 %) | François Mitterrand (48,97 %) (France : 49,19 %) | 85,38 % (France : 84,23 %) | 0,99 % (France : 0,92 %) |

| 1969 | Georges Pompidou (55,32 %) (France : 58,21 %) | Alain Poher (44,68 %) (France : 41,79 %) | 78,7 % (France : 77,59 %) | 1,35 % (France : 1,29 %) |

| 1965 | Charles de Gaulle (54,34 %) (France : 55,20 %) | François Mitterrand (45,66 %) (France : 44,80 %) | 85,86 % (France : 84,75 %) | 1,1 % (France : 1,01 %) |

|  | ▲ |

## Résultats détaillés par scrutin

### 2022
Arrivé en tête du premier tour, le président sortant Emmanuel Macron (27,85 %) affronte Marine Le Pen (23,15 %), un duel identique à celui du scrutin de 2017. C'est la deuxième fois qu'un second tour opposant les mêmes candidats à deux scrutins présidentiels consécutifs a lieu après ceux où se sont affrontés Valéry Giscard d'Estaing et François Mitterrand en 1974 et 1981.
En troisième position avec 21,95 % des voix, Jean-Luc Mélenchon réalise le score le plus élevé de ses trois candidatures et arrive largement en tête de la gauche, mais échoue à accéder au second tour, avec environ 400 000 voix de moins que Marine Le Pen.
Une nouvelle fois, les partis politiques traditionnels sont absents du second tour, dans des proportions encore plus importantes que lors de la précédente élection. Le Parti socialiste et Les Républicains, représentés respectivement par Anne Hidalgo et Valérie Pécresse, s'effondrent avec des scores historiquement faibles et n'atteignent pas le seuil des 5 %, condition permettant d'être remboursé des frais de campagne.
Le second tour voit Emmanuel Macron l'emporter par 58,55 % des suffrages exprimés, permettant ainsi au président sortant d'entamer un second mandat. Le septennat ayant été aboli en 2000, il devient ainsi le premier président de la République française à être réélu pour un deuxième quinquennat, le deuxième président de la Cinquième République réélu hors période de cohabitation et le quatrième président de la Cinquième République réélu.
Dans l'Aube, Marine Le Pen arrive en tête du premier tour avec 32,95 % des exprimés, suivie de Emmanuel Macron (25,60 %), Jean-Luc Mélenchon (15,02 %) et Éric Zemmour (7,60 %). Au second tour, les électeurs ont voté à 51,68 % pour Marine Le Pen contre 45,85 % pour Emmanuel Macron avec un taux de participation de 75,05 % des inscrits.
| Candidats                | Candidats                | Partis                   | Premier tour | Premier tour | Second tour | Second tour |
| Candidats                | Candidats                | Partis                   | Voix         | %            | Voix        | %           |
| ------------------------ | ------------------------ | ------------------------ | ------------ | ------------ | ----------- | ----------- |
|                          | Marine Le Pen            | RN                       | 49 316       | 32,95        | 73 625      | 51,68       |
|                          | Emmanuel Macron          | LREM                     | 38 321       | 25,60        | 68 840      | 48,32       |
|                          | Jean-Luc Mélenchon       | LFI                      | 22 483       | 15,02        |             |             |
|                          | Éric Zemmour             | REC                      | 11 374       | 7,60         |             |             |
|                          | Valérie Pécresse         | LR                       | 8 923        | 5,96         |             |             |
|                          | Yannick Jadot            | EELV                     | 4 619        | 3,09         |             |             |
|                          | Nicolas Dupont-Aignan    | DLF                      | 3 966        | 2,65         |             |             |
|                          | Jean Lassalle            | RES                      | 3 787        | 2,53         |             |             |
|                          | Fabien Roussel           | PCF                      | 3 094        | 2,07         |             |             |
|                          | Anne Hidalgo             | PS                       | 1 720        | 1,15         |             |             |
|                          | Philippe Poutou          | NPA                      | 1 062        | 0,71         |             |             |
|                          | Nathalie Arthaud         | LO                       | 1 005        | 0,67         |             |             |
|                          |                          |                          |              |              |             |             |
| Votes valides            | Votes valides            | Votes valides            | 149 670      | 97,72        | 142 465     | 92,33       |
| Votes blancs             | Votes blancs             | Votes blancs             | 2 339        | 1,53         | 8 710       | 5,64        |
| Votes nuls               | Votes nuls               | Votes nuls               | 1 158        | 0,76         | 3 126       | 2,03        |
| Total                    | Total                    | Total                    | 153 167      | 100          | 154 301     | 100         |
| Abstention               | Abstention               | Abstention               | 52 384       | 25,48        | 51 298      | 24,95       |
| Inscrits / participation | Inscrits / participation | Inscrits / participation | 205 551      | 74,52        | 205 599     | 75,05       |

### 2017
Le premier tour de l'élection présidentielle de 2017 voit s'affronter onze candidats. Emmanuel Macron arrive en tête devant Marine Le Pen et tous deux se qualifient pour le second tour. Néanmoins, avec François Fillon et Jean-Luc Mélenchon, les scores des quatre candidats ayant recueilli le plus de voix sont serrés (4,43 points entre le 1er et le 4e). Pour la première fois, aucun des candidats des deux partis politiques pourvoyeurs jusque-là des présidents de la Ve République, n'est présent au second tour. Celui-ci se tient le dimanche 7 mai et se solde par la victoire d'Emmanuel Macron, avec un total de 20 753 798 bulletins de vote en sa faveur, soit 66,10 % des suffrages exprimés, face à la candidate du Front national, qui recueille 33,90 %. Le scrutin est néanmoins marqué par une forte abstention et par un record de votes blancs ou nuls. 
Dans l'Aube, Marine Le Pen arrive en tête du premier tour avec 30,33 % des exprimés, suivie de François Fillon (23,05 %), Emmanuel Macron (18,98 %), Jean-Luc Mélenchon (13,97 %) et Nicolas Dupont-Aignan (6,35 %). Au second tour, les électeurs ont voté à 54,15 % pour Emmanuel Macron contre 45,85 % pour Marine Le Pen avec un taux de participation de 77,59 % des inscrits.
|             | FN          | Marine Le Pen         | 48 846  | 30,33 %    | 64 180  | 45,85 %    |  |  |
|             | LR          | François Fillon       | 37 122  | 23,05 %    |         |            |  |  |
|             | EM          | Emmanuel Macron       | 30 565  | 18,98 %    | 75 810  | 54,15 %    |  |  |
|             | LFi         | Jean-Luc Mélenchon    | 22 496  | 13,97 %    |         |            |  |  |
|             | DlF         | Nicolas Dupont-Aignan | 10 235  | 6,35 %     |         |            |  |  |
|             | PS          | Benoît Hamon          | 6 545   | 4,06 %     |         |            |  |  |
|             | NPA         | Philippe Poutou       | 1 387   | 0,86 %     |         |            |  |  |
|             | UPR         | François Asselineau   | 1 317   | 0,82 %     |         |            |  |  |
|             | RES         | Jean Lassalle         | 1 159   | 0,72 %     |         |            |  |  |
|             | LO          | Nathalie Arthaud      | 1 107   | 0,69 %     |         |            |  |  |
|             | SeP         | Jacques Cheminade     | 289     | 0,18 %     |         |            |  |  |
|             |             |                       |         |            |         |            |  |  |
|             |             |                       | Nombre  | % inscrits | Nombre  | % inscrits |  |  |
| Inscrits    | Inscrits    | Inscrits              | 203 847 |            | 203 800 |            |  |  |
| Abstentions | Abstentions | Abstentions           | 38 951  | 19,11 %    | 45 670  | 22,41 %    |  |  |
| Votants     | Votants     | Votants               | 164 896 | 80,89 %    | 158 130 | 77,59 %    |  |  |
|             |             |                       |         |            |         |            |  |  |
|             |             |                       |         | % votants  |         | % votants  |  |  |
| Blancs      | Blancs      | Blancs                | 2 745   | 1,35 %     | 13 662  | 6,7 %      |  |  |
| Nuls        | Nuls        | Nuls                  | 1 083   | 0,53 %     | 4 478   | 2,2 %      |  |  |
| Exprimés    | Exprimés    | Exprimés              | 161 068 | 79,01 %    | 139 990 | 68,69 %    |  |  |

### 2012
Hollande, désigné par le PS à la suite d'une primaire ouverte, devance Sarkozy dès le premier tour de l'élection présidentielle de 2012 : c'est la première fois qu'un président sortant est ainsi devancé. Au second tour, Sarkozy est battu mais par un écart plus faible qu'attendu.
Dans l'Aube, Nicolas Sarkozy arrive en tête du premier tour avec 30,33 % des exprimés, suivi de Marine Le Pen (25,12 %), François Fillon (22,79 %), François Bayrou (8,37 %) et Jean-Luc Mélenchon (7,93 %). Au second tour, les électeurs ont voté à 42,63 % pour François Hollande contre 57,37 % pour Nicolas Sarkozy avec un taux de participation de 81,13 % des inscrits.
|                | UMP            | Nicolas Sarkozy       | 49 196  | 30,33 %    | 88 213  | 57,37 %    |  |  |
|                | FN             | Marine Le Pen         | 40 740  | 25,12 %    |         |            |  |  |
|                | PS             | François Hollande     | 36 967  | 22,79 %    | 65 549  | 42,63 %    |  |  |
|                | MoDem          | François Bayrou       | 13 575  | 8,37 %     |         |            |  |  |
|                | FG             | Jean-Luc Mélenchon    | 12 860  | 7,93 %     |         |            |  |  |
|                | DLF            | Nicolas Dupont-Aignan | 3 524   | 2,17 %     |         |            |  |  |
|                | EELV           | Eva Joly              | 2 294   | 1,41 %     |         |            |  |  |
|                | NPA            | Philippe Poutou       | 1 632   | 1,01 %     |         |            |  |  |
|                | LO             | Nathalie Arthaud      | 990     | 0,61 %     |         |            |  |  |
|                | S&P            | Jacques Cheminade     | 407     | 0,25 %     |         |            |  |  |
|                |                |                       |         |            |         |            |  |  |
|                |                |                       | Nombre  | % inscrits | Nombre  | % inscrits |  |  |
| Inscrits       | Inscrits       | Inscrits              | 203 590 |            | 203 585 |            |  |  |
| Abstentions    | Abstentions    | Abstentions           | 37 939  | 18,64 %    | 38 410  | 18,87 %    |  |  |
| Votants        | Votants        | Votants               | 165 651 | 81,36 %    | 165 175 | 81,13 %    |  |  |
|                |                |                       |         |            |         |            |  |  |
|                |                |                       |         | % votants  |         | % votants  |  |  |
| Blancs ou nuls | Blancs ou nuls | Blancs ou nuls        | 3 466   | 2,09 %     | 11 413  | 6,91 %     |  |  |
| Exprimés       | Exprimés       | Exprimés              | 162 185 | 97,91 %    | 153 762 | 97,91 %    |  |  |

### 2007
Au premier tour de l'élection présidentielle de 2007, Sarkozy réussit à capter une partie des voix de Le Pen et arrive largement en tête. Royal est la première femme qualifiée pour le second tour d'une élection présidentielle. Elle est battue avec une avance de 6 points.
Dans l'Aube, Nicolas Sarkozy arrive en tête du premier tour avec 35,15 % des exprimés, suivi de Ségolène Royal (19,69 %), François Bayrou (16,05 %), Jean-Marie Le Pen (15,44 %) et Olivier Besancenot (3,68 %). Au second tour, les électeurs ont voté à 61,7 % pour Nicolas Sarkozy contre 38,3 % pour Ségolène Royal avec un taux de participation de 83,9 % des inscrits.
|                | UMP            | Nicolas Sarkozy      | 59 398  | 35,15 %    | 101 291 | 61,7 %     |  |  |
|                | PS             | Ségolène Royal       | 33 280  | 19,69 %    | 62 885  | 38,3 %     |  |  |
|                | UDF            | François Bayrou      | 27 128  | 16,05 %    |         |            |  |  |
|                | FN             | Jean-Marie Le Pen    | 26 101  | 15,44 %    |         |            |  |  |
|                | LCR            | Olivier Besancenot   | 6 227   | 3,68 %     |         |            |  |  |
|                | MPF            | Philippe de Villiers | 4 980   | 2,95 %     |         |            |  |  |
|                | GPA            | Marie-George Buffet  | 2 837   | 1,68 %     |         |            |  |  |
|                | LO             | Arlette Laguiller    | 2 476   | 1,47 %     |         |            |  |  |
|                | Les Verts      | Dominique Voynet     | 2 286   | 1,35 %     |         |            |  |  |
|                | CPNT           | Frédéric Nihous      | 2 175   | 1,29 %     |         |            |  |  |
|                | SE             | José Bové            | 1 592   | 0,94 %     |         |            |  |  |
|                | CNRSP          | Gérard Schivardi     | 521     | 0,31 %     |         |            |  |  |
|                |                |                      |         |            |         |            |  |  |
|                |                |                      | Nombre  | % inscrits | Nombre  | % inscrits |  |  |
| Inscrits       | Inscrits       | Inscrits             | 204 692 |            | 204 735 |            |  |  |
| Abstentions    | Abstentions    | Abstentions          | 33 530  | 16,38 %    | 32 962  | 16,1 %     |  |  |
| Votants        | Votants        | Votants              | 171 162 | 83,62 %    | 171 773 | 83,9 %     |  |  |
|                |                |                      |         |            |         |            |  |  |
|                |                |                      |         | % votants  |         | % votants  |  |  |
| Blancs ou nuls | Blancs ou nuls | Blancs ou nuls       | 2 161   | 1,26 %     | 7 597   | 4,42 %     |  |  |
| Exprimés       | Exprimés       | Exprimés             | 169 001 | 98,74 %    | 164 176 | 95,58 %    |  |  |

### 2002
Après cinq années de cohabitation, un duel est attendu entre Chirac et le Premier ministre Jospin lors de l'élection présidentielle de 2002, mais, à la surprise générale, ce dernier est devancé par Le Pen au premier tour. Au second tour, Chirac bénéficie du ralliement de la gauche et reçoit un score sans précédent. Il s'agit de la première élection pour un mandat de cinq ans et non plus sept.
Dans l'Aube, Jean-Marie  Le Pen arrive en tête du premier tour avec 21,72 % des exprimés, suivi de Jacques  Chirac (20,93 %), Lionel  Jospin (13,67 %), François Bayrou (6,23 %) et Arlette Laguiller (5,6 %). Au second tour, les électeurs ont voté à 76,87 % pour Jacques  Chirac contre 23,13 % pour Jean-Marie  Le Pen avec un taux de participation de 80,31 % des inscrits.
|                | FN             | Jean-Marie Le Pen       | 30 009  | 21,72 %    | 33 831  | 23,13 %    |  |  |
|                | RPR            | Jacques Chirac          | 28 915  | 20,93 %    | 112 457 | 76,87 %    |  |  |
|                | PS             | Lionel Jospin           | 18 882  | 13,67 %    |         |            |  |  |
|                | UDF            | François Bayrou         | 8 608   | 6,23 %     |         |            |  |  |
|                | LO             | Arlette Laguiller       | 7 731   | 5,6 %      |         |            |  |  |
|                | CPNT           | Jean Saint-Josse        | 6 906   | 5 %        |         |            |  |  |
|                | MC             | Jean-Pierre Chevènement | 6 485   | 4,69 %     |         |            |  |  |
|                | DL             | Alain Madelin           | 5 661   | 4,1 %      |         |            |  |  |
|                | Les Verts      | Noël Mamère             | 5 072   | 3,67 %     |         |            |  |  |
|                | LCR            | Olivier Besancenot      | 4 990   | 3,61 %     |         |            |  |  |
|                | PC             | Robert Hue              | 4 417   | 3,2 %      |         |            |  |  |
|                | MNR            | Bruno Mégret            | 3 693   | 2,67 %     |         |            |  |  |
|                | Cap21          | Corinne Lepage          | 2 490   | 1,8 %      |         |            |  |  |
|                | PRG            | Christiane Taubira      | 2 071   | 1,5 %      |         |            |  |  |
|                | FRS            | Christine Boutin        | 1 476   | 1,07 %     |         |            |  |  |
|                | PT             | Daniel Gluckstein       | 734     | 0,53 %     |         |            |  |  |
|                |                |                         |         |            |         |            |  |  |
|                |                |                         | Nombre  | % inscrits | Nombre  | % inscrits |  |  |
| Inscrits       | Inscrits       | Inscrits                | 193 749 |            | 193 761 |            |  |  |
| Abstentions    | Abstentions    | Abstentions             | 50 825  | 26,23 %    | 38 154  | 19,69 %    |  |  |
| Votants        | Votants        | Votants                 | 142 924 | 73,77 %    | 155 607 | 80,31 %    |  |  |
|                |                |                         |         |            |         |            |  |  |
|                |                |                         |         | % votants  |         | % votants  |  |  |
| Blancs ou nuls | Blancs ou nuls | Blancs ou nuls          | 4 784   | 3,35 %     | 9 319   | 5,99 %     |  |  |
| Exprimés       | Exprimés       | Exprimés                | 138 140 | 96,65 %    | 146 288 | 94,01 %    |  |  |

### 1995
Après une nouvelle cohabitation et alors que la droite est particulièrement divisée entre Chirac et le Premier ministre Balladur, Jospin réussit à arriver en tête au premier tour de l'élection présidentielle de 1995, malgré la très lourde défaite de la gauche aux législatives de 1993. Au second tour, il est battu par Chirac.
Dans l'Aube, Jacques Chirac arrive en tête du premier tour avec 20,95 % des exprimés, suivi de Lionel Jospin (20,13 %), Édouard Balladur (19,02 %), Jean-Marie Le Pen (18,29 %) et Robert Hue (7,85 %). Au second tour, les électeurs ont voté à 55,3 % pour Jacques Chirac contre 44,7 % pour Lionel Jospin avec un taux de participation de 81,43 % des inscrits.
|                | RPR            | Jacques Chirac       | 31 585  | 20,95 %    | 81 158  | 55,3 %     |  |  |
|                | PS             | Lionel Jospin        | 30 341  | 20,13 %    | 65 607  | 44,7 %     |  |  |
|                | RPR            | Édouard Balladur     | 28 672  | 19,02 %    |         |            |  |  |
|                | FN             | Jean-Marie Le Pen    | 27 567  | 18,29 %    |         |            |  |  |
|                | PC             | Robert Hue           | 11 833  | 7,85 %     |         |            |  |  |
|                | MPF            | Philippe de Villiers | 8 998   | 5,97 %     |         |            |  |  |
|                | LO             | Arlette Laguiller    | 7 135   | 4,73 %     |         |            |  |  |
|                | Les Verts      | Dominique Voynet     | 4 190   | 2,78 %     |         |            |  |  |
|                | S&P            | Jacques Cheminade    | 440     | 0,29 %     |         |            |  |  |
|                |                |                      |         |            |         |            |  |  |
|                |                |                      | Nombre  | % inscrits | Nombre  | % inscrits |  |  |
| Inscrits       | Inscrits       | Inscrits             | 192 789 |            | 192 753 |            |  |  |
| Abstentions    | Abstentions    | Abstentions          | 37 631  | 19,52 %    | 35 791  | 18,57 %    |  |  |
| Votants        | Votants        | Votants              | 155 158 | 80,48 %    | 156 962 | 81,43 %    |  |  |
|                |                |                      |         |            |         |            |  |  |
|                |                |                      |         | % votants  |         | % votants  |  |  |
| Blancs ou nuls | Blancs ou nuls | Blancs ou nuls       | 4 395   | 2,83 %     | 10 197  | 6,5 %      |  |  |
| Exprimés       | Exprimés       | Exprimés             | 150 761 | 97,17 %    | 146 765 | 93,5 %     |  |  |

### 1988
Après deux ans de cohabitation, Mitterrand affronte le Premier ministre Chirac lors de l'élection présidentielle de 1988. Le Pen obtient au premier tour un score jusque-là sans précédent pour un parti d'extrême droite. Au second tour, Mitterrand est facilement réélu.
Dans l'Aube, François Mitterrand arrive en tête du premier tour avec 33,71 % des exprimés, suivi de Jacques Chirac (20,49 %), Raymond Barre (17,78 %), Jean-Marie Le Pen (14,42 %) et André Lajoinie (6,49 %). Au second tour, les électeurs ont voté à 52,24 % pour François Mitterrand contre 47,76 % pour Jacques Chirac avec un taux de participation de 84,02 % des inscrits.
|                | PS                    | François Mitterrand | 51 069  | 33,71 %    | 81 118  | 52,24 %    |  |  |
|                | RPR                   | Jacques Chirac      | 31 040  | 20,49 %    | 74 147  | 47,76 %    |  |  |
|                | SE                    | Raymond Barre       | 26 929  | 17,78 %    |         |            |  |  |
|                | FN                    | Jean-Marie Le Pen   | 21 838  | 14,42 %    |         |            |  |  |
|                | PC                    | André Lajoinie      | 9 826   | 6,49 %     |         |            |  |  |
|                | Les Verts             | Antoine Waechter    | 5 302   | 3,5 %      |         |            |  |  |
|                | LO                    | Arlette Laguiller   | 2 869   | 1,89 %     |         |            |  |  |
|                | Communiste rénovateur | Pierre Juquin       | 2 012   | 1,33 %     |         |            |  |  |
|                | MPT                   | Pierre Boussel      | 598     | 0,39 %     |         |            |  |  |
|                |                       |                     |         |            |         |            |  |  |
|                |                       |                     | Nombre  | % inscrits | Nombre  | % inscrits |  |  |
| Inscrits       | Inscrits              | Inscrits            | 192 647 |            | 192 309 |            |  |  |
| Abstentions    | Abstentions           | Abstentions         | 36 427  | 18,91 %    | 30 740  | 15,98 %    |  |  |
| Votants        | Votants               | Votants             | 156 220 | 81,09 %    | 161 569 | 84,02 %    |  |  |
|                |                       |                     |         |            |         |            |  |  |
|                |                       |                     |         | % votants  |         | % votants  |  |  |
| Blancs ou nuls | Blancs ou nuls        | Blancs ou nuls      | 4 737   | 3,03 %     | 6 304   | 3,9 %      |  |  |
| Exprimés       | Exprimés              | Exprimés            | 151 483 | 96,97 %    | 155 265 | 96,1 %     |  |  |

### 1981
Lors de l'élection présidentielle de 1981, Giscard d'Estaing arrive en tête au premier tour et affronte, comme la fois précédente, Mitterrand. Pour la première fois, un président sortant est battu : Mitterrand devient le premier président de gauche de la Ve République.
Dans l'Aube, Valéry Giscard d'Estaing arrive en tête du premier tour avec 30,06 % des exprimés, suivi de François Mitterrand (24,65 %), Jacques Chirac (17,27 %), Georges Marchais (15,62 %) et Brice Lalonde (3,76 %). Au second tour, les électeurs ont voté à 51,03 % pour François Mitterrand contre 49,93 % pour Valéry Giscard d'Estaing avec un taux de participation de 86,36 % des inscrits.
|                | UDF            | Valéry Giscard d'Estaing | 45 662  | 30,06 %    | 78 941  | 49,93 %    |  |  |
|                | PS             | François Mitterrand      | 37 441  | 24,65 %    | 79 153  | 50,07 %    |  |  |
|                | RPR            | Jacques Chirac           | 26 225  | 17,27 %    |         |            |  |  |
|                | PC             | Georges Marchais         | 23 727  | 15,62 %    |         |            |  |  |
|                | MEP            | Brice Lalonde            | 5 709   | 3,76 %     |         |            |  |  |
|                | LO             | Arlette Laguiller        | 3 539   | 2,33 %     |         |            |  |  |
|                | Divers droite  | Michel Debré             | 3 141   | 2,07 %     |         |            |  |  |
|                | MRG            | Michel Crépeau           | 2 915   | 1,92 %     |         |            |  |  |
|                | Divers droite  | Marie-France Garaud      | 2 378   | 1,57 %     |         |            |  |  |
|                | PSU            | Huguette Bouchardeau     | 1 141   | 0,75 %     |         |            |  |  |
|                |                |                          |         |            |         |            |  |  |
|                |                |                          | Nombre  | % inscrits | Nombre  | % inscrits |  |  |
| Inscrits       | Inscrits       | Inscrits                 | 188 500 |            | 188 494 |            |  |  |
| Abstentions    | Abstentions    | Abstentions              | 34 078  | 18,08 %    | 25 715  | 13,64 %    |  |  |
| Votants        | Votants        | Votants                  | 154 422 | 81,92 %    | 162 779 | 86,36 %    |  |  |
|                |                |                          |         |            |         |            |  |  |
|                |                |                          |         | % votants  |         | % votants  |  |  |
| Blancs ou nuls | Blancs ou nuls | Blancs ou nuls           | 2 544   | 1,65 %     | 4 685   | 2,88 %     |  |  |
| Exprimés       | Exprimés       | Exprimés                 | 151 878 | 98,35 %    | 158 094 | 97,12 %    |  |  |

### 1974
L'élection présidentielle de 1974 est une élection anticipée à la suite de la mort de Pompidou. Mitterrand, candidat unique de la gauche, est largement en tête au premier tour devant Giscard d'Estaing, qui distance lui-même Chaban-Delmas. Au terme d'une campagne animée, marquée par un débat télévisé tendu, Giscard d'Estaing l'emporte avec une très courte avance.
Dans l'Aube, François Mitterrand arrive en tête du premier tour avec 43 % des exprimés, suivi de Valéry Giscard d'Estaing (34,06 %), Jacques Chaban-Delmas (14,02 %), Jean Royer (3,28 %) et Arlette Laguiller (2,52 %). Au second tour, les électeurs ont voté à 51,03 % pour Valéry Giscard d'Estaing contre 48,97 % pour François Mitterrand avec un taux de participation de 88,64 % des inscrits.
|                | PS             | François Mitterrand       | 58 536  | 43 %       | 68 913  | 48,97 %    |  |  |
|                | RI             | Valéry Giscard d'Estaing' | 46 375  | 34,06 %    | 71 800  | 51,03 %    |  |  |
|                | UDR            | Jacques Chaban-Delmas     | 19 083  | 14,02 %    |         |            |  |  |
|                | SE             | Jean Royer                | 4 470   | 3,28 %     |         |            |  |  |
|                | LO             | Arlette Laguiller         | 3 435   | 2,52 %     |         |            |  |  |
|                | SE, écologiste | René Dumont               | 1 413   | 1,04 %     |         |            |  |  |
|                | MDSF           | Émile Muller              | 863     | 0,63 %     |         |            |  |  |
|                | FN             | Jean-Marie Le Pen         | 829     | 0,61 %     |         |            |  |  |
|                | FCR            | Alain Krivine             | 606     | 0,45 %     |         |            |  |  |
|                | NAR            | Bertrand Renouvin         | 294     | 0,22 %     |         |            |  |  |
|                | MFE            | Jean-Claude Sebag         | 193     | 0,14 %     |         |            |  |  |
|                |                |                           |         |            |         |            |  |  |
|                |                |                           | Nombre  | % inscrits | Nombre  | % inscrits |  |  |
| Inscrits       | Inscrits       | Inscrits                  | 161 053 |            | 161 016 |            |  |  |
| Abstentions    | Abstentions    | Abstentions               | 23 552  | 14,62 %    | 18 286  | 11,36 %    |  |  |
| Votants        | Votants        | Votants                   | 137 501 | 85,38 %    | 142 730 | 88,64 %    |  |  |
|                |                |                           |         |            |         |            |  |  |
|                |                |                           |         | % votants  |         | % votants  |  |  |
| Blancs ou nuls | Blancs ou nuls | Blancs ou nuls            | 1 357   | 0,99 %     | 2 017   | 1,41 %     |  |  |
| Exprimés       | Exprimés       | Exprimés                  | 136 144 | 99,01 %    | 140 713 | 98,59 %    |  |  |

### 1969
L'élection présidentielle de 1969 est une élection anticipée à la suite de la démission de De Gaulle. La gauche se lance désunie dans la course et, bien que Duclos (PCF) manque de le devancer, c'est le président par intérim Poher qui accède au second tour face à l'ex-Premier ministre Pompidou. Alors que Duclos refuse d'appeler à voter au second tour pour « bonnet blanc ou blanc bonnet », Pompidou est finalement largement élu.
Dans l'Aube, Georges Pompidou arrive en tête du premier tour avec 43,91 % des exprimés, suivi de Alain Poher (24,14 %), Jacques Duclos (21,52 %), Gaston Defferre (5,39 %) et Michel Rocard (2,62 %). Au second tour, les électeurs ont voté à 55,32 % pour Georges Pompidou contre 44,68 % pour Alain Poher avec un taux de participation de 71,75 % des inscrits.
|                | UDR            | Georges Pompidou | 53 182  | 43,91 %    | 58 491  | 55,32 %    |  |  |
|                | CD             | Alain Poher      | 29 237  | 24,14 %    | 47 241  | 44,68 %    |  |  |
|                | PC             | Jacques Duclos   | 26 066  | 21,52 %    |         |            |  |  |
|                | SFIO           | Gaston Defferre  | 6 527   | 5,39 %     |         |            |  |  |
|                | PSU            | Michel Rocard    | 3 171   | 2,62 %     |         |            |  |  |
|                | SE             | Louis Ducatel    | 1 699   | 1,4 %      |         |            |  |  |
|                | LC             | Alain Krivine    | 1 232   | 1,02 %     |         |            |  |  |
|                |                |                  |         |            |         |            |  |  |
|                |                |                  | Nombre  | % inscrits | Nombre  | % inscrits |  |  |
| Inscrits       | Inscrits       | Inscrits         | 155 992 |            | 155 947 |            |  |  |
| Abstentions    | Abstentions    | Abstentions      | 33 226  | 21,3 %     | 44 059  | 28,25 %    |  |  |
| Votants        | Votants        | Votants          | 122 766 | 78,7 %     | 111 888 | 71,75 %    |  |  |
|                |                |                  |         |            |         |            |  |  |
|                |                |                  |         | % votants  |         | % votants  |  |  |
| Blancs ou nuls | Blancs ou nuls | Blancs ou nuls   | 1 652   | 1,35 %     | 6 156   | 5,5 %      |  |  |
| Exprimés       | Exprimés       | Exprimés         | 121 114 | 98,65 %    | 105 732 | 94,5 %     |  |  |

### 1965
L'élection présidentielle de 1965 est la première élection au suffrage universel direct à la suite du référendum d'octobre 1962. De Gaulle est mis en ballottage, à la surprise générale, par Mitterrand, candidat unique de la gauche. La campagne du second tour est axée sur l'Europe et les relations internationales ainsi que sur l'armement nucléaire. De Gaulle est finalement réélu avec une large avance.
Dans l'Aube, Charles de Gaulle arrive en tête du premier tour avec 43,39 % des exprimés, suivi de François Mitterrand (34,85 %), Jean Lecanuet (15,86 %), Jean-Louis Tixier-Vignancour (3,63 %) et Pierre Marcilhacy (1,33 %). Au second tour, les électeurs ont voté à 54,34 % pour Charles de Gaulle contre 45,66 % pour François Mitterrand avec un taux de participation de 85,64 % des inscrits.
|                | UNR            | Charles de Gaulle            | 56 530  | 43,39 %    | 69 112  | 54,34 %    |  |  |
|                | CIR            | François Mitterrand          | 45 400  | 34,85 %    | 58 062  | 45,66 %    |  |  |
|                | MRP            | Jean Lecanuet                | 20 667  | 15,86 %    |         |            |  |  |
|                | SE             | Jean-Louis Tixier-Vignancour | 4 724   | 3,63 %     |         |            |  |  |
|                | PLE            | Pierre Marcilhacy            | 1 737   | 1,33 %     |         |            |  |  |
|                | SE             | Marcel Barbu                 | 1 220   | 0,94 %     |         |            |  |  |
|                |                |                              |         |            |         |            |  |  |
|                |                |                              | Nombre  | % inscrits | Nombre  | % inscrits |  |  |
| Inscrits       | Inscrits       | Inscrits                     | 153 423 |            | 153 399 |            |  |  |
| Abstentions    | Abstentions    | Abstentions                  | 21 701  | 14,14 %    | 22 021  | 14,36 %    |  |  |
| Votants        | Votants        | Votants                      | 131 722 | 85,86 %    | 131 378 | 85,64 %    |  |  |
|                |                |                              |         |            |         |            |  |  |
|                |                |                              |         | % votants  |         | % votants  |  |  |
| Blancs ou nuls | Blancs ou nuls | Blancs ou nuls               | 1 444   | 1,1 %      | 4 204   | 3,2 %      |  |  |
| Exprimés       | Exprimés       | Exprimés                     | 130 278 | 98,9 %     | 127 174 | 96,8 %     |  |  |